# Moulins (Allier)
Moulins város Franciaország középső részén, Auvergne-Rhône-Alpes régióban, Allier megye székhelye (prefektúra). Franciaország kulturális és történelmi városa címet viseli. Moulins Avermes, Bressolles, Neuvy, Toulon-sur-Allier és Yzeure községekkel határos.

## Története
Az ország egyik történelmi régiójának, Bourbonnak volt a fővárosa. A 10. századtól kezdve Bourbon grófjainak és hercegeinek székhelye. A Bourbonok már a 13. században beházasodtak a francia királyi családokba s folyamatosan növelték hatalmukat, nyolc Bourbon került a francia trónra. A 15. században Moulins jelentős kulturális központ lett, de később a hercegek hatalma lehanyatlott, mert szembekerültek a francia királyokkal.

## Népesség
| Lakosok száma | 25 979 | 25 159 | 22 799 | 20 599 | 19 474 | 19 697 | 19 664 | 19 246 | 19 444 | 19 344 |
|               | 1968   | 1982   | 1990   | 2006   | 2013   | 2015   | 2017   | 2019   | 2020   | 2022   |

## Látnivalók

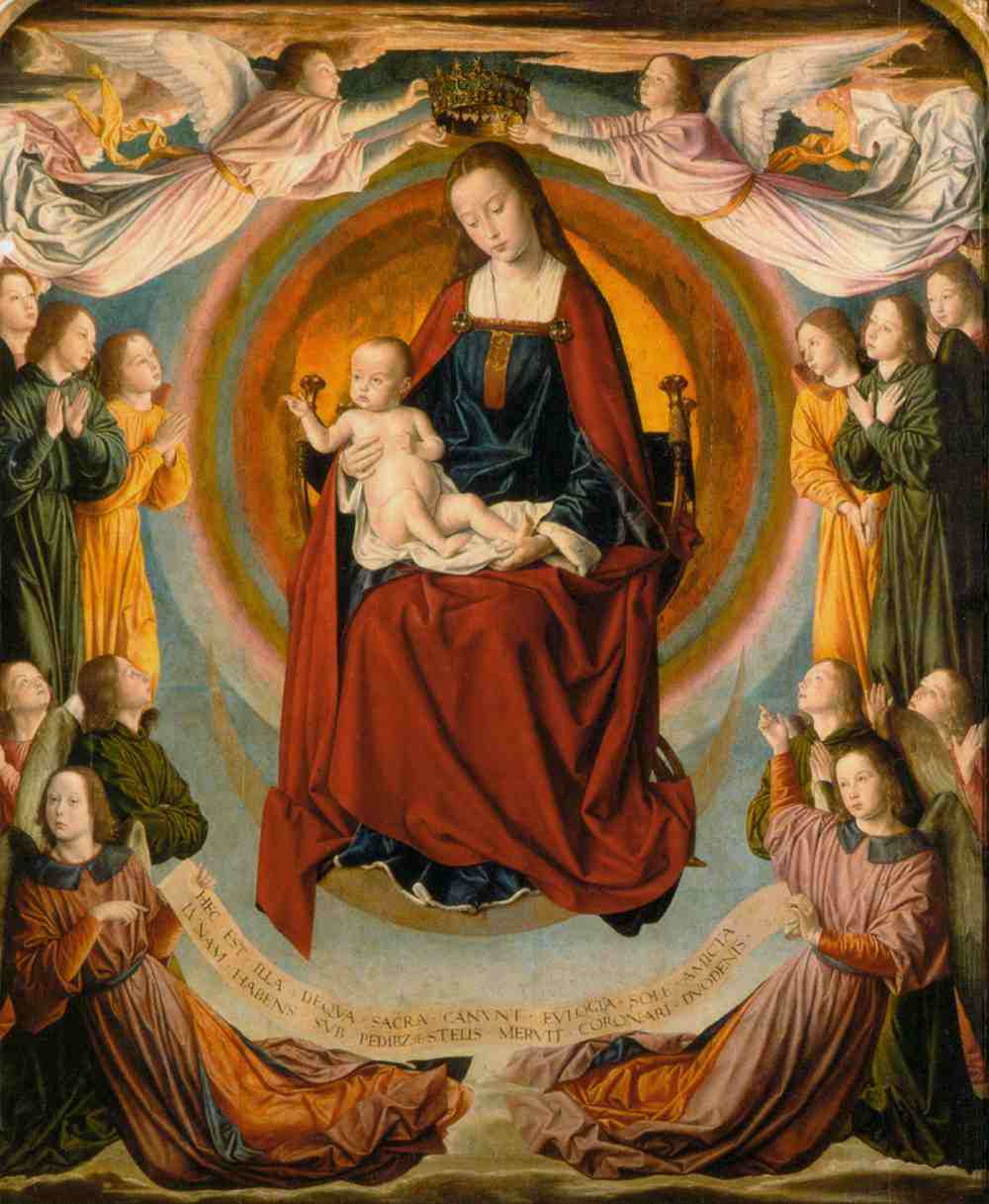
Triptyque du Maitre de Moulins

- Cathédrale Notre-Dame – a katedrális szentélye 15. századi, gótikus, régi üvegablakokkal. A főhajó a 19. században épült mellé. Az ambulatórium bal oldalán a bejárattól legtávolabbi ablak Árpád-házi Szent Erzsébetet ábrázolja, a 16. század elején készült. A kincstárban van a híres hármas oltár, a Triptyque du Maitre de Moulins. Az ismeretlen festő a XV. század végén alkotta meg a csodálatos oltárképet, amit a francia gótikus festészet utolsó jelentős alkotásaként tartanak számon.
- Vieux chateau – a Bourbon hercegek palotájából mára csak a donjon maradt meg.
- Musée d’Art et d’Archéologie – a múzeum épülete a 15. századból való, műtermeiben a régészeti leleteken kívül középkori anyag, festészeti, szobrászati, iparművészeti bemutató látható.
- Musée de Folklore – egy több mint 400 éves épületben kapott helyet a színes gyűjtemény a régi mesterségekről, a népszokásokról, a Bourbonnais népművészetéről.
- Jacquemart – a város egyik harangtornya, ahol az egyenruhát viselő Jacquemart feleségével és gyermekeivel üti az órákat.

## Testvérvárosok

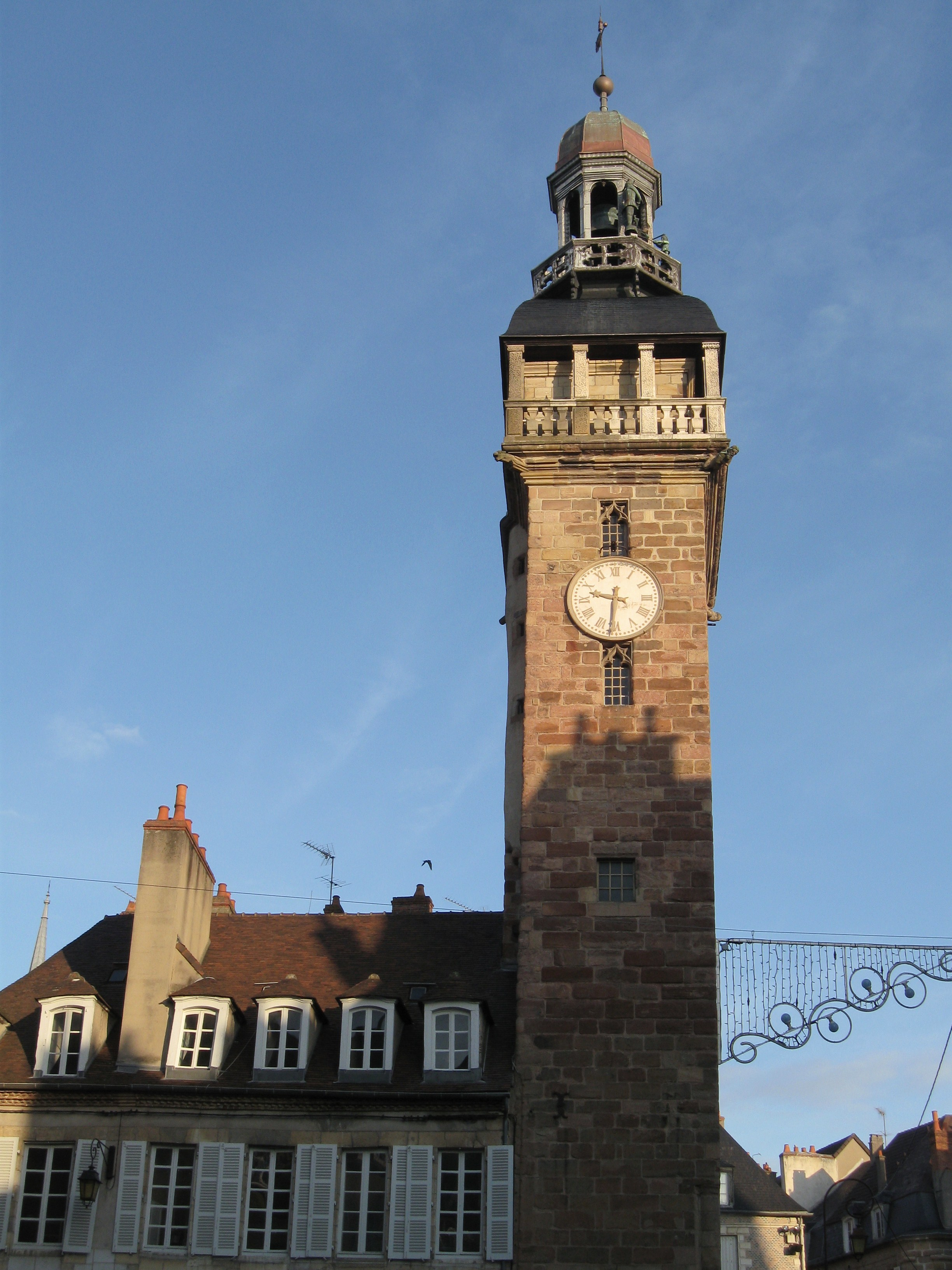
Jacquemart

Moulins testvérvárosai:
- Németország - Bad Vilbel
- Olaszország - Montepulciano